# Yasuhiro Hiraoka
Yasuhiro Hiraoka (Shizuoka, 23 mei 1986) is een Japans voetballer.

## Carrière
Yasuhiro Hiraoka speelde tussen 2005 en 2008 voor Shimizu S-Pulse en Consadole Sapporo. Hij tekende in 2009 bij Shimizu S-Pulse.